# 조종우
조종우(1964년 2월 24일 ~ )는 대한민국의 영화 감독이다.

## 영화 작품

### 감독/각본
- 1991년 《부채 도사와 홍길동》
- 1991년 《그림 도사와 홍길동》
- 1991년 《하늘의 용사 이글맨》
- 1992년 《돌아온 쉰옥수수》
- 1993년 《드래곤 파이터》

### 조감독
- 1986년 《깜보》
- 1987년 《대야망》
- 1989년 《쫄병 수첩》